# 天使們的旋律／啟程的早晨
『天使們的旋律／啟程的早晨』是日本的創作歌手‧川嶋愛在2003年8月21日發售的第1張單曲。

## 概要
I WiSH的主唱川嶋愛以單人歌手的身份首次發表的單曲。
不過，這個單曲是在移管至日本索尼音樂之前的作品，所以在一部份的販賣網站上被當作indies來處理。

## 收錄曲
1. 天使們的旋律
編曲：ieP
從1st迷你專輯『從這個地方…』的再度單曲化歌曲。
2. 啟程的早晨
編曲：ieP
3. 在3年後的城市（3年後の都会（まち）で）
編曲：ieP
4. …謝謝...（…ありがとう...）
編曲：ieP
之後以『「…謝謝...」』被單曲化。

- 全作詞・作曲：川嶋あい